# NGC 7431
NGC 7431 ist ein interagierendes Galaxienpaar im Sternbild Pegasus am Nordsternhimmel. Es ist schätzungsweise 372 Millionen Lichtjahre von der Milchstraße entfernt.
Das Objekt wurde am 30. September 1886 von Guillaume Bigourdan entdeckt.